# Вкладення Веронезе
Вкладення Веронезе — в алгебраїчній геометрії приклад морфізму проєктивних многовидів, що вкладає проєктивний простір, як підмноговид іншого проєктивного простору більшої розмірності. Образ цього вкладення називається многовидом Веронезе. Особливо важливим прикладом є поверхня Веронезе — алгебрична поверхня в п'ятивимірному проєктивному просторі, яка має застосування у вивченні конік. Назване на честь італійського математика Джузеппе Веронезе.

## Означення
Нехай {\displaystyle d} і {\displaystyle n} — натуральні числа і {\displaystyle N=C_{n+d}^{d}-1} (де {\displaystyle C_{n+d}^{d}} — біноміальний коефіцієнт).
Вкладенням Веронезе степеня d з n-вимірного проєктивного простору називається відображення
{\displaystyle \nu _{d}:\mathbb {P} ^{n}\to \mathbb {P} ^{N}}
яке точці з однорідними координатами {\displaystyle \left[x_{0}:\ldots :x_{n}\right]} ставить у відповідність точку усіх можливих мономів від {\displaystyle x_{0},\ldots ,x_{n}} степеня d посортованих у лексикографічному порядку. Образ проєктивного простору при цьому відображенні називається многовидом Веронезе.
Зокрема для {\displaystyle n=1}:
{\displaystyle \nu _{d}(\left[x_{0}:x_{1}\right])=\left[x_{0}^{d}:x_{0}^{d-1}x_{1}:x_{0}^{d-2}x_{1}^{2}:\ldots :x_{1}^{d}\right]}
і для {\displaystyle d=2}:
{\displaystyle \nu _{2}(\left[x_{0}:\ldots :x_{n}\right])=\left[x_{0}^{2}:x_{0}x_{1}:\ldots :x_{0}x_{n}:x_{1}^{2}:\ldots :x_{1}x_{n}:\ldots :x_{n}^{2}\right]}.
Для невеликих d відображення є тривіальним: при d = 0 образом є єдина точка {\displaystyle \mathbb {P} _{0}}, при d = 1 відображення є тотожним; тому зазвичай розглядається випадок коли d є не менше двох.
Можна означити відображення Веронезе не залежним від координат способом, а саме
{\displaystyle \nu _{d}:\mathbb {P} V\to \mathbb {P} ({\rm {{Sym}^{d}V)}}}
де V — скінченновимірний векторний простір, а {\displaystyle {\rm {{Sym}^{d}V}}} — його симетричний степінь.

### Раціональні нормальні криві
При {\displaystyle n=1} образ вкладення Веронезе відомий як раціональна нормальна крива. Наведемо приклади раціональних нормальних кривих малих розмірностей:
- При {\displaystyle n=1,d=1} вкладення Веронезе — тотожне відображення проєктивної прямої на себе.
- При {\displaystyle n=1,d=2} многовид Веронезе — парабола {\displaystyle [x^{2}:xy:y^{2}],} в афінних координатах {\displaystyle (x,x^{2}).}
- При {\displaystyle n=1,d=3} многовид Веронезе — скручена кубика, {\displaystyle [x^{3}:x^{2}y:xy^{2}:y^{3}],} в афінних координатах {\displaystyle (x,x^{2},x^{3}).}

## Поверхня Веронезе
Поверхня Веронезе — образ вкладення Веронезе для {\displaystyle n=2,d=2} яке переважно записується як
{\displaystyle \nu :[x:y:z]\mapsto [x^{2}:y^{2}:z^{2}:yz:xz:xy]}
Поверхня Веронезе природним чином виникає при вивченні конік, особливо при доведенні твердження «п'ять точок однозначно визначають коніку». Коніка — це плоска крива, задана рівнянням
{\displaystyle Ax^{2}+Bxy+Cy^{2}+Dxz+Eyz+Fz^{2}=0,}
яке є квадратичним щодо змінних {\displaystyle x,y,z.} Однак композиція з вкладенням Веронезе дозволяє зробити це рівняння лінійним (точніше, для отримання довільної коники досить перетнути поверхню Веронезе гіперплощиною і взяти прообраз перетину). 
Навпаки, умова того, що коніка містить точку {\displaystyle [x:y:z]} є лінійною відносно коефіцієнтів {\displaystyle (A,B,C,D,E,F)}, тобто зменшує розмірність простору на одиницю. Точніше твердження полягає в тому, що п'ять точок загального положення визначають п'ять незалежних лінійних рівнянь, це випливає з того, що при вкладенні Веронезе точки загального положення переходять у точки загального положення.

## Бірегулярність вкладення Веронезе
Вкладення Веронезе є морфізмом проєктивних многовидів оскільки всі однорідні координати образу відображення є однорідними многочленами степеня d  від координат в області визначення і значення всіх цих многочленів не може бути одночасно нульовим.
Координати проєктивного простору {\displaystyle \mathbb {P} ^{N}} у який відбувається вкладення можна проіндексувати степенями змінних у мономах, тобто як {\displaystyle z_{I}}, де {\displaystyle I=(i_{0},\ldots ,i_{n}),\quad i_{0}+\ldots +i_{n}=d,}що відповідає моному {\displaystyle x_{0}^{i_{0}},\ldots ,x_{n}^{i_{n}}.} Якщо {\displaystyle I,J,K,L\in \mathbb {N} } — чотири такі індекси, що  {\displaystyle I+J=K+L} (де сума визначається покоординатно), то з означення вкладення Веронезе очевидно, що координати його образу задовольняють рівність {\displaystyle z_{I}z_{J}-z_{K}z_{L}=0.} Тобто образ вкладення Веронезе міститься у підмноговиді {\displaystyle \mathbb {P} ^{N}}, що задовольняє систему рівнянь:
{\displaystyle W=V\left(\{z_{I}z_{J}-z_{K}z_{L}=0\;|\;I,J,K,L\in \mathbb {N} ,\;I+J=K+L\}\right).}
Навпаки, якщо точка простору {\displaystyle \mathbb {P} ^{N}} задовольняє вказаній системі рівнянь то вона належить образу вкладення Веронезе. Справді кожна така точка має хоча б одну ненульову серед координат {\displaystyle z_{I}}, де {\displaystyle I} — індекс в якого стоїть d на позиції i і 0 на всіх інших позиціях. Дійсно якщо {\displaystyle z_{J}\neq 0} для деякого індексу {\displaystyle J=(j_{0},\ldots ,j_{n})} для якого, наприклад {\displaystyle 0<j_{i}<d}, то з того, що {\displaystyle z_{J}z_{J}=z_{K}z_{L}\neq 0,\quad 2J=K+L,} можна обрати {\displaystyle K}, таке що {\displaystyle z_{K}\neq 0} і його елемент на i-ій позиції рівний {\displaystyle \min(2j_{i},d)} тобто строго більший від {\displaystyle j_{i}}. Повторивши цю процедуру необхідну кількість разів отримаємо необхідний індекс в якому ненульове число буде лише на i-ій позиції. 
Тоді ми можемо ввести відображення {\displaystyle \mu _{d}:\mathbb {P} ^{N}\to \mathbb {P} ^{n},} який точці для якої {\displaystyle z_{I}\neq 0,} де {\displaystyle I} визначено як вище ставить у відповідність точку однорідні координати якої рівні:
{\displaystyle \left(z_{(1,0,\ldots ,d-1,\ldots ,0)}:z_{(0,1,\ldots ,d-1,\ldots ,0)}:\ldots :z_{(0,0,\ldots ,d-1,\ldots ,1)}\right)}
В усіх індексах вище d-1 знаходиться на  i-ій позиції, а на i-ому місці стоїть {\displaystyle z_{I}} (яка, відповідно, не рівна нулю). Неважко переконатися, що образ відображення не залежить від вибору індексу {\displaystyle I}, що задовольняє необхідні умови, і що відображення {\displaystyle \mu _{d}} є оберненим до вкладення Веронезе. 
З цього ми отримуємо, що образ многовида під дією вкладення Веронезе знову є многовидом (многовидом W), причому ізоморфним першому (jcrskmrb обернене відображення {\displaystyle \mu _{d}} також очевидно є регулярним). Таким чином, вкладення Веронезе є бірегулярним.
З бірегулярності випливає, зокрема, що точки загального положення переходять у точки загального положення. Дійсно, якби образи точок задовольняли нетривіальному рівнянню, це рівняння задавало б підмноговид, прообраз якого був би підмноговидом, що містить вихідні точки. Також за допомогою цього можна показати, що будь-який проєктивний многовид є перетином многовида Веронезе і лінійного простору, тобто перетином квадрик.